# Schonnebeck
Schonnebeck ist ein Stadtteil der Stadt Essen. Schonnebeck liegt nordöstlich der Innenstadt und grenzt im Norden an Katernberg, westlich an Stoppenberg südlich an Frillendorf sowie Kray und östlich an den Stadtteil Rotthausen der Nachbarstadt Gelsenkirchen.

## Geschichte
Der Name leitet sich von schöner Bach, schöne Becke ab. Schonnebeck wurde erstmals im Jahr 1242 erwähnt und gehörte ab 1808 zur neugegründeten Munizipalität Altenessen, welche 1813 zur eigenständigen Bürgermeisterei erhoben wurde. Am 1. Januar 1874 wurde aus dieser die neue Bürgermeisterei Stoppenberg ausgegliedert, an die Schonnebeck fiel. Diese Zugehörigkeit blieb bis zur Eingemeindung in die Stadt Essen 1929 bestehen.
Nach zunächst landwirtschaftlichem Charakter wurde Schonnebeck durch Industrie und Bergbau geprägt, wobei neben einigen Gewerbegebieten im Stadtteil heute hauptsächlich dichte Wohnbebauung dominiert. Ein Baudenkmal ist die 1914 errichtete Jugendhalle.

### Wappen

Wappen von Schonnebeck

Blasonierung: In Rot ein rechtsschräger goldener (gelber) Wellenbalken darüber eine schräglinks liegende silberne (weiße) Pferdepramme und darunter ein silberner (weißer) sechszackiger Stern. Alte Namen sind „Schonenbeke“ und „Sconenbeke“: Das Wappen zeigt im roten Felde einen Bach (für -beck – Redendes Wappen); die Pferdepramme oder Pferdebremse und der Stern stammen aus dem Wappen der Herren von der Porten zu Haus Dieck, auch von Portendieck genannt. Sie hatten in Schonnebeck ein festes Haus und Güterbesitz. Die Pramme zeigt an, dass die Familie von Portendiek das Recht zur Nutzung der Wildpferdebahn im Emscherbruch hatte.

## Bevölkerung
Am 31. März 2025 lebten 11.815 Einwohner in Schonnebeck.
Strukturdaten der Bevölkerung in Schonnebeck (Stand: 31. März 2025):
- Bevölkerungsanteil der unter 18-Jährigen: 19,9 % (Essener Durchschnitt: 16,9 %)[4]
- Bevölkerungsanteil der mindestens 65-Jährigen: 21,2 % (Essener Durchschnitt: 21,7 %)[5]
- Ausländeranteil: 19,6 % (Essener Durchschnitt: 20,6 %)[6]

## Infrastruktur
In der Huestraße 89 befinden sich die Wurzeln des Discounters Aldi. Die „Filiale Nummer  1“ war seit 1919 geöffnet und wurde am 28. November 2020 geschlossen. Das direkt im Anschluss neu eröffnete ALDI-Gebäude am Schonnebecker Markt führt nun die Erinnerung an das Stammhaus fort.
Schonnebeck besitzt zwei Grundschulen, die städtische Schillerschule (Gemeinschaftsgrundschule) und die katholische Johann-Michael-Sailer-Schule. Sie befinden sich beide in der Immelmannstraße.
Die Gustav-Heinemann-Gesamtschule/Ganztagsschule liegt in der Schonnebeckhöfe, wo der TUSEM Essen mit seiner Basketballabteilung heimisch ist.
Die SpVg Schonnebeck avancierte als einziger Schonnebecker Fußballclub in den letzten Jahren zum sportlichen Aushängeschild. Gespielt wird an der Sportanlage Schetters Busch. Die Vereinsfarben sind grün und weiß.

## Persönlichkeiten
- Wilhelm Lindemann (1828–1879), Literaturhistoriker, Pfarrer und Politiker (Zentrum)
- Annette Jäger (1937–2023), Politikerin, Alt-Oberbürgermeisterin der Stadt Essen
- Karl Hans Albrecht (1920–2014), deutscher Unternehmer und Gründer Aldi Süd
- Theodor Paul „Theo“ Albrecht (1922–2010), deutscher Unternehmer und Gründer Aldi Nord